# Ванредна ситуација
Ванредна ситуација је данас у Србији једна од најчешће коришћених речи од стране медија, а у свакодневном животу се често чује или прочита. Ванредне ситуације су постале учесталије, разноврсније и без обзира да ли су настале деловањем природе или човека, сваког дана проузрокују све веће последице по људе, материјална добра и животну средину. Имајући у виду све карактеристике XXI века, терористичке ванредне ситуације представљају веома озбиљну претњу националној безбедности. Ванредне ситуације су једна од константи људске историје и његово појмовно одређење опредељују пре свега различите врсте опасности, које угрожавају безбедност и које, узроковане дејством природе или делатношћу људског фактора, могу да доведу до њеног настанка на одређеној територији. Управо стога, због многобројних фактора, врло је тешко формулисати јединствену, свеобухватну и прецизну дефиницију ванредних ситуација, која би обухватала све њихове карактеристике и специфичности. Имајући у виду шта је претходно речено дефинисање ванредних ситуација најчешће се врши према конкретним потребама. У стручној литература, аутори често некритички преводе одређене стране термине о ванредним ситуацијама који додатно усложњавају терминолошке нејасноће у вези термина као што су ванредна ситуација, криза, катастрофе и ванредно стање. Интензивно изучавање ванредних ситуација спроводи се на Криминалистичко — полицијској академији у Земуну, у оквиру предмета: „Безбедност у ванредним ситуацијама”, „Управљање ризицима у систему заштите и спасавања”, „Кризним менаџмент”.

### Појам ванредних ситуација
У стручној литература, аутори често некритички преводе одређене стране термине који су у индиректној вези са термином „ванредна ситуација” што додатно усложњава терминолошке нејасноће у вези термина као што су, криза, катастрофа и ванредно стање. Енглески „Акт о снагама за ванредне ситуације” из 1920. године одређује ванредну ситуацију као појам који ће лишити заједницу основних животних потреба, а захтева посебне службе и капацитете. Ова дефиниција се морала ускладити са изазовима, ризицима и претњама у новом миленијуму. Савремени акт је усредсређен на последице ванредне ситуације и појашњава је као: догађај или ситуацију која озбиљно прети да повреди људско благостање, догађај или ситуацију која озбиљно прети да угрози животну средину и рат или тероризам који озбиљно нарушава безбедност. Под појмом ванредних ситуација у Републици Србији се подразумева: „Стање када су ризици и претње или последице катастрофа, ванредних догађаја и других опасности по становништво, животну средину и материјална добра таквог обима и интензитета да њихов настанак или последице није могуће спречити или отклонити редовним деловањем надлежних органа и служби, због чега је за њихово ублажавање и отклањање неопходно употребити посебне мере, снаге и средства уз појачан режим рада”. У приручнику федералне агенције за управљање у ванредним ситуацијама (FEMA — Federal Emergency Management Agency) ванредна ситуација се дефинише као непланирана ситуација која може да изазове значајне повреде запослених, корисника или шире популације и битно оштети природна и материјална добра, као и могућност да утиче на углед предузећа и угрози финансијско стање.

### Класификација ванредних ситуација
Класификација ванредних ситуација је одувек била актуелан предмет истраживања, не само познатих стручњака из ове области већ и међународних организација широм света. Сви они су више или мање једноставно желели да идентификују и установе једну генералну класификацију која би представља темељ свих будућих истраживања односно почетни корак у реализацији заштитних мера од последица ванредних ситуација. Критеријуми класификације ванредних ситуација су: 1. време (неочекивано, брзина развоја догађаја); 2. социјално-еколошки (људске жртве, епидемије, масовно уништење сточног фонда, преоријентација производње, употреба значајне количине природних ресурса); 3. социјално економски (велика конфликтност, велика опасност, изазивање унутрашње политичке нестабилности, мноштво унутрашњих политичких догађаја, повећање међунационалне напетости, изражена међународна несигурност); 4. економски (значајне економске штете и угроженост финансијских и материјалних ресурса, нарушавање редовног саобраћајног система, неопходност значајних материјалних расхода и компензација и формирање фондова, неопходност коришћења велике количине технике за спречавање ситуација и отклањање последица); 5. организационо управљачке (непредвидиве ситуације, сложеност прогнозирања тока догађаја и избор решења, неопходност обезбеђења велике количине разних специјалности и организација, непредвидивост размере евакуације и спаситељских служби. Генерално, све ванредне ситуације се деле у три групе: природне, технолошке (људске) и комбиноване.

### Природне ванредне ситуације
Оне су класификоване у 6 поткатегорија као што су: биолошке — епидемије (вирусне заразне болести, бактеријске, паразитске и гљивичне инфективне болести) и инфективне болести инсеката (скакаваца и осталих штеточина) геофизичке (земљотрес, вулкани, цунами, одрони стена, клизишта, слегања) климатске (екстремне температуре — топлотни и хладни талас, суша, шумски и остале врсте пожара) хидролошке (поплава, бујица, олујни талас, приобална поплава), и метеоролошке (тропски циклони и различите врсте олуја). Наиме, природне ванредне ситуације су оне које постоје у природном окружењу и представљају претњу за људску популацију и заједницу.

### Технолошке ванредне ситуације
Оне се деле на три групе: индустријски акциденти (колапси, експлозије, пожари, цурење гаса, тровања, зрачења), транспортни акциденти (у шинском, друмском, ваздушном и воденом саобраћају) као и остале незгоде. Технолошке ванредне ситуације су све оне опасности до којих долази услед интеракције човека и природе. Наиме, већину ванредних ситуација технолошког порекла човек намерно или ненамерно проузрокује.

### Остале класификације ванредних ситуација
Ванредне ситуације се могу разврстати и према:
1. Карактеру опасности (технички, биолошки, природни, еколошки и социјални карактер);
2. Степену учесталости (најчешће — земљотреси, транспортне хаварије; веома честе — пожари; опасности с умереном учесталошћу — хаварије комуналних система, вулкани; најређе — епидемије, еколошки акциденти великих размера);
3. Захваћености територије (локалне, месне, општинске, регионалне, националне, федералне, међудржавне и глобалне — транснационалне).

Ванредне ситуације се могу класификовати према:
1. Карактеру извора — природне (изворе природних ванредних ситуација представљају опасне природне појаве), техничко — технолошке (изворе ових ванредних ситуација представљају опасни технички и технолошки акциденти), војне (изворе представљају савремена средства масовног уништавања) и терористичке (настају као последица терористичких аката);
2. Иницирајућем фактору — конфликтне (иницирају провокације различите врсте, политичке грешке органа власти, грешке у раду руководилаца на различитим положајима) и неконфликтне (настају тако што их иницирају унутрашњи фактори система — експлозије, пожари, земљотреси, снежне лавине итд.);
3. Брзини ширења — изненадне (ванредне ситуације изазване земљотресима, експлозијама, саобраћајним незгодама, рушење зграда), брзе (ванредне ситуације изазване пожарима, катастрофалним поплавама, хаваријама са ослобађањем и емисијом опасних материја), умерене (хаварије са ослобађањем радиоактивних материја, поплаве) и постепене (суше, загађење тла, хаварије на системима и опреми за пречишћавање опасних материја);
4. Величини захваћене територије — објекатске, локалне, градске, регионалне, националне и глобалне. Поврх тога, истиче да се величина ванредне ситуације одређује: бројем људи, који су страдали у датој ситуацији, бројем људи, којима су нарушени нормални услови за живот и рад, величином материјалне штете, зоном простирања ванредне ситуације, снагама и средствима укљученим у одговору и елиминисању последица ванредне ситуације.[1]

Ванредне ситуације се могу груписати у шест основних категорија:
1. Природне — брзо развијајуће. Потичу од природних опасности, попут земљотреса, циклона, поплава, клизишта, вулканских ерупција и неких типова епидемија заразних болести. Јављају се изненада, често уз врло оскудна упозорења.
2. Технолошке — брзо развијајуће. Резултат су индустријских акцидената (цурење хемијских супстанција или њихово неконтролисано ослобађање, нуклеарни акциденти), акциденти при транспорту или услед поремећаја других техничких система. Такође јављају се изненада, са слабим упозорењима.
3. Споро развијајуће. Овај израз се углавном користи да означи недостатак хране или глади и несташице настале уништавањем усева од стране штеточина. У овим случајевима се кризе споро развијају, недељама или месецима.
4. Комплексне. Политичке ванредне ситуације. Природне опасности (hazards), поготову суше могу бити узрок настајања оваквог стања. Ипак, овај тип ванредних ситуација се карактерише дужом политичком нестабилношћу, и обично високим нивоом насиља.
5. Сталне ванредне ситуације. Оне су резултат широко распрострањеног сиромаштва, а могу се погоршати услед природних опасности.
6. Масовне миграције. Миграције могу бити узроковане последицама претходно набројаних ванредних ситуација.